# Eupithecia turbanta
Eupithecia turbanta är en fjärilsart som beskrevs av Paul Dognin 1899. Eupithecia turbanta ingår i släktet Eupithecia och familjen mätare. Inga underarter finns listade i Catalogue of Life.